# Conte étiologique
 (septembre 2024).
Si vous disposez d'ouvrages ou d'articles de référence ou si vous connaissez des sites web de qualité traitant du thème abordé ici, merci de compléter l'article en donnant les références utiles à sa vérifiabilité et en les liant à la section « Notes et références ».
Pour les articles homonymes, voir Conte (homonymie).
Un conte étiologique, ou récit étiologique, ou conte du pourquoi est une histoire, orale ou écrite, visant à donner une explication imagée à un phénomène ou une situation dont on ne connaît pas l'origine. Par exemple : pourquoi les chiens n'aiment-ils pas les chats ?
Les contes étiologiques expliquent l'origine du monde, des paysages, de l'homme, des animaux, des plantes, etc. On en trouve de nombreux exemples dans la Bible ou dans les Métamorphoses d'Ovide. Aujourd'hui, les contes étiologiques sont souvent associés[pas clair] à la littérature enfantine. Les Histoires comme ça de Rudyard Kipling en sont l'exemple le plus connu. 
Chaque vision étant typique de l'environnement qui lui est propre[pas clair], chaque culture possède la sienne. On trouvera donc régulièrement plusieurs versions pour un même motif (comment les hommes découvrirent le feu, pourquoi la tourterelle roucoule, etc.).

## Récits étiologiques dans la Bible
Depuis les travaux précurseurs de l'exégète Hermann Gunkel sur les récits étiologiques dans le Livre de la Genèse et ceux de Martin Dibelius sur les légendes cultuelles étiologiques dans les évangiles, la notion d'étiologie est appliquée à de nombreux récits bibliques (étiologies ethnologiques, étymologiques, cultuelles et géologiques).
Dans les pays de tradition chrétienne, les contes étiologiques font souvent référence à des épisodes de la Bible, qu'ils réinterprètent et modifient à leur manière naïve. L'Ancien Testament lui-même contient d'ailleurs des récits étiologiques, comme l'origine de l'arc-en-ciel, « signe d'alliance entre Dieu et la terre » après le Déluge.

## Dans l'Antiquité
Les Métamorphoses d'Ovide contiennent ainsi des récits étiologiques qui expliquent l'origine merveilleuse de phénomènes naturels, d'animaux ou de plantes. On y trouve par exemple l'histoire d'Écho, nymphe punie par Héra pour son bavardage et à l'origine de l'écho acoustique. Héra la condamne en ces termes : « tu auras toujours le dernier mot, mais jamais tu ne parleras la première. »
Plusieurs fables animalières d’Ésope prennent la forme de contes étiologiques, qui donnent des explications sur l'aspect ou le comportement des animaux (Zeus et la Tortue, Le Chameau et Zeus, Les Ânes s’adressant à Zeus…)

## Littérature enfantine
En 1902 les Histoires comme ça (Just So Stories for Little Children) de Rudyard Kipling font entrer les contes étiologiques dans la littérature enfantine. Le conte de L'Enfant d'éléphant explique de façon plaisante pourquoi les éléphants possèdent une trompe en racontant comment un jeune éléphanteau s'est vu tirer sur son nez par un crocodile. Les Histoires comme ça restent sans doute l'exemple le plus connu de récits étiologiques. 
Les Histoires comme ça de Kipling ont été publiées dans un contexte bien particulier : les théories de Charles Darwin sur l'évolution des espèces publiées aux environs de 1860 avaient fait l'objet de controverses scientifiques passionnées en raison de leurs implications philosophiques et religieuses. D'abord cantonnées dans les milieux savants (cf. la querelle entre Thomas Huxley et l'évêque d'Oxford Samuel Wilberforce) les théories darwiniennes d'évolution, opposées au fixisme de Lamarck, s'étaient peu à peu répandues dans le grand public et n' étaient pas toujours bien acceptées dans une époque encore empreinte de puritanisme victorien. Kipling, dans son dialogue plaisant avec sa « mieux aimée » (sa fille Elsie) reflète le conflit entre les récits chrétiens d'explication du Monde tels qu'enseignés au catéchisme et les découvertes scientifiques de l'époque.  
Quand le serpent avait mille pattes et autres histoires farabuleuses d'Henriette Bichonnier suit la veine ouverte par Kipling, et donne une version humoristique de la formation des piquants du hérisson, des cornes de la vache, etc.